# Deborah Mitford
Pour les articles homonymes, voir Mitford.
Deborah Mitford, née le 31 mars 1920 à Asthall Manor dans l'Oxfordshire et morte le 24 septembre 2014 à Chatsworth House, également  connue sous son titre de duchesse de Devonshire, est une femme de lettres britannique dont plusieurs ouvrages ont été traduits en français.

## Biographie

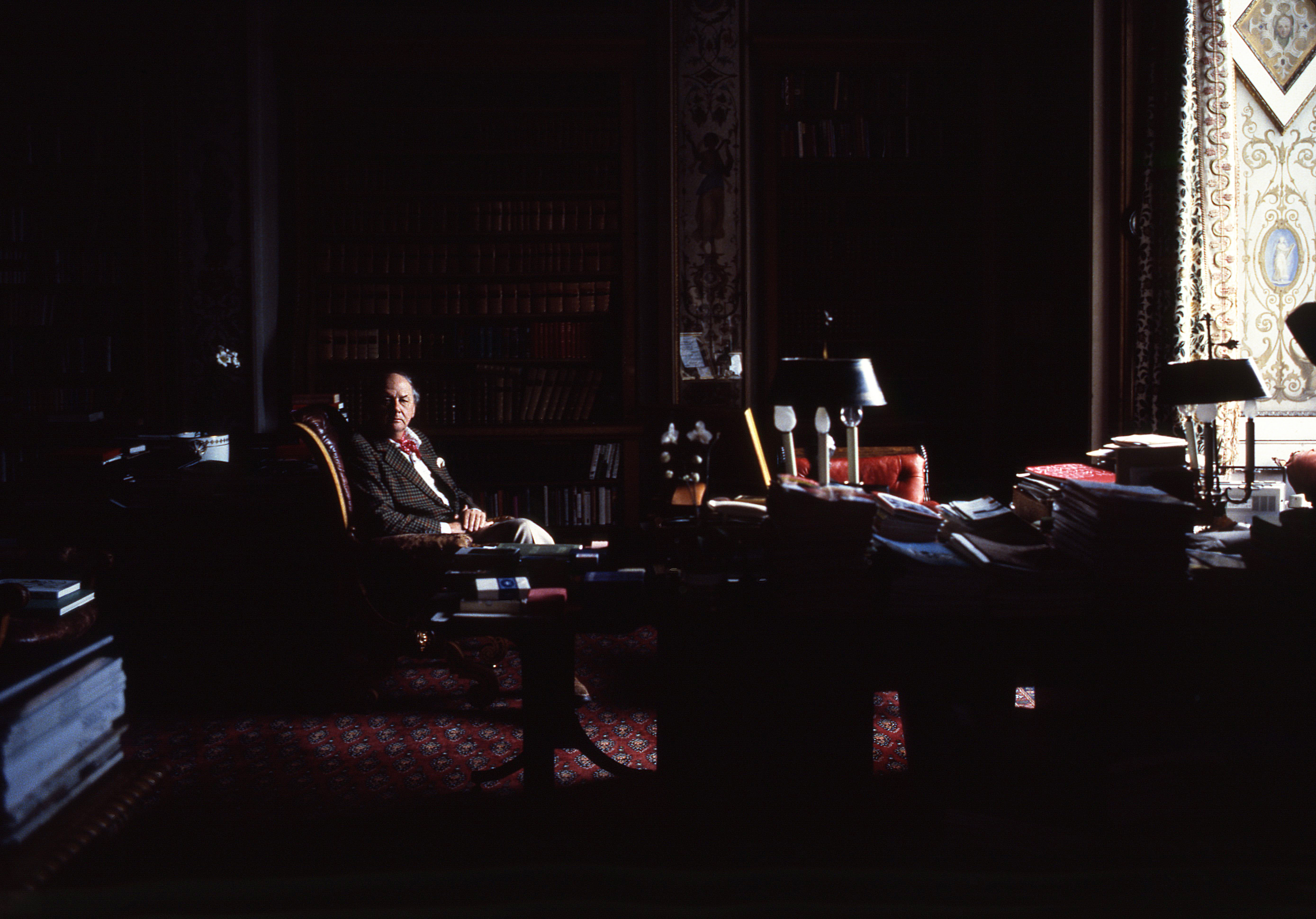
Andrew, 11e duc de Devonshire, photographié par Allan Warren.

Fille du 2e baron Redesdale et benjamine des six sœurs Mitford, Deborah Freeman-Mitford épouse Andrew Cavendish (11e duc de Devonshire) à St Bartholomew-the-Great en 1941 et devient la 11e duchesse de Devonshire en 1950. 

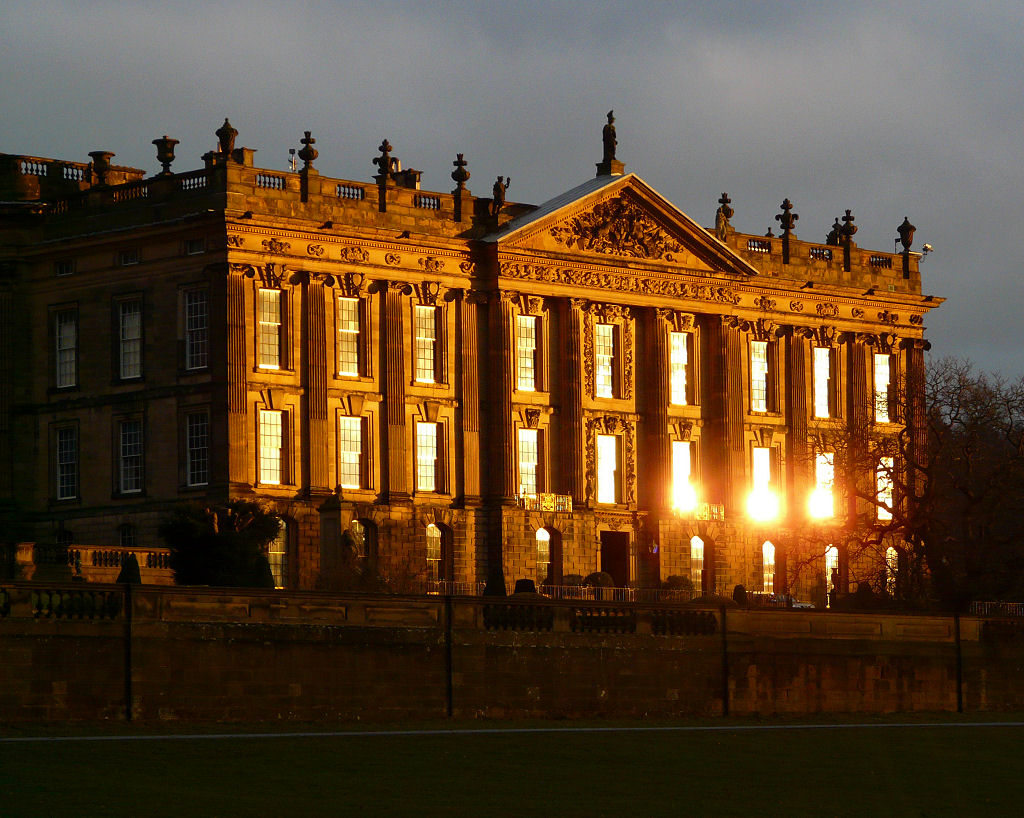
Chatsworth House, façade ouest.

Châtelaine de Chatsworth House et récipiendaire de nombreux honneurs, elle est faite dame commandeur de l'ordre royal de Victoria (1999) par la reine Élisabeth II en raison de son engagement auprès du Royal Collection Trust.

## Descendance
- Mark Cavendish (né et mort le 14 novembre 1941)
- Emma Cavendish (née le 26 mars 1943), ép. en 1963 Tobias Tennant (fils de Christopher Grey Tennant, 2e baron Glenconner), dont postérité : 
  - Isabella Tennant (née le 28 juin 1964), ép. en 1997 Piers Hill, dont postérité : 
    - Rosa Hill
    - Victor Hill
    - Lily Hill

  - Edward Tobias Tennant (né le 30 mars 1967), ép. en 2000 Emma Bridgeman, dont postérité : 
    - Harry Tobias Tennant (né le 7 septembre 2001)
    - Georgia Rose Tennant (née le 9 juillet 2003)
    - Isla May Tennant (née le 8 août 2006)

  - Stella Tennant (1970-2020), ép. en 1999 David Lasnet, dont postérité : 4 enfants
- Peregrine Cavendish, 12e duc de Devonshire (né le 27 avril 1944), ép. en 1967 Amanda Heywood-Lonsdale, dont postérité : 3 enfants et 8 petits-enfants
- Victor Cavendish (né et mort le 22 mai 1947)
- Mary Cavendish (née et morte le 5 avril 1953)
- Sophia Cavendish (née le 18 mars 1957), ép. en 1979 Anthony Murphy, div. en 1987. Ép. en 1988  Alastair Morrison, 3e baron Margadale, dont 2 enfants, div. Ép. en 1999 William Topley.

## Publications
Ouvrages traduits en français
En langue française, le nom d'auteur de Deborah Mitford est Deborah Devonshire.
- Les Humeurs d'une châtelaine anglaise, trad. Jean-Noël Liaut, Payot, 2006
- La châtelaine anglaise déménage, trad. Jean-Noël Liaut, Payot, 2010
- Duchesse à l'anglaise, trad. Jean-Noël Liaut, Payot, 2012

Ouvrages en langue anglaise
- Chatsworth: The House (1980; revised edition 2002)
- The Estate: A View from Chatsworth (1990)
- The Farmyard at Chatsworth (1991) — for children
- Treasures of Chatsworth: A Private View (1991)
- The Garden at Chatsworth (1999)
- Counting My Chickens and Other Home Thoughts (2002) — essays.
- The Chatsworth Cookery Book (2003)
- Round About Chatsworth (2005)
- Memories of Andrew Devonshire (2007)
- In Tearing Haste: Letters Between Deborah Devonshire and Patrick Leigh Fermor (2008), edited by Charlotte Mosley
- Home to Roost... and Other Peckings (2009)
- Wait for Me!... Memoirs of the Youngest Mitford Sister (2010)
- All in One Basket (2011)